# La Mañana (Uruguay)
La Mañana es actualmente un semanario uruguayo editado en Montevideo. .

## Historia

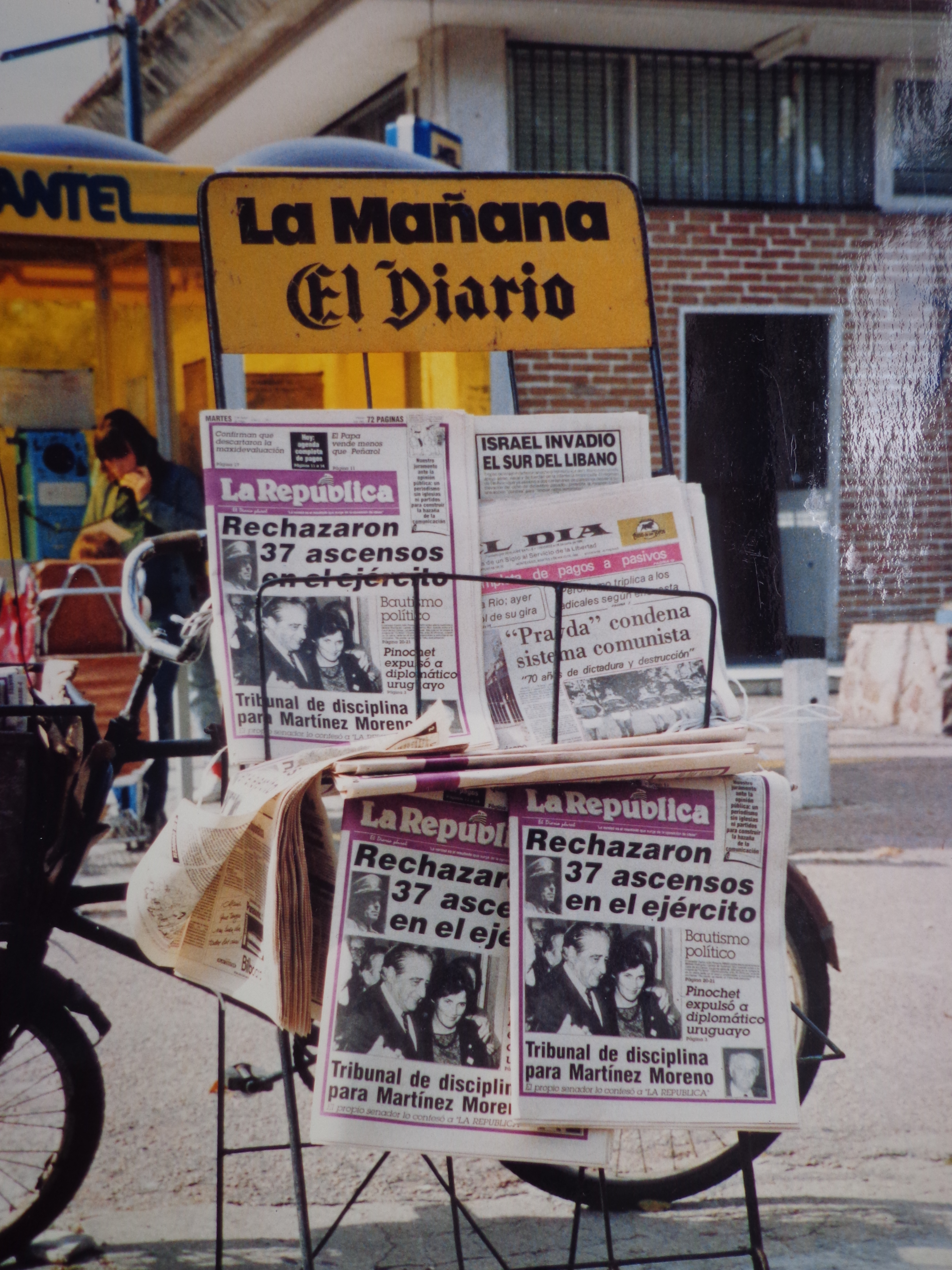
Publicidad de La Mañana y El Diario.

Fue fundado el 1 de julio de 1917 por Pedro Manini Ríos, Héctor Rivadavia Gómez y Vicente Costacomo tribuna opositora a la corriente gubernista de José Batlle y Ordóñez. También participaron periodistas de otras banderas, como el cívico Eduardo J. Corso.
Hasta la década de 1980 fue editado por la Sociedad Editora Uruguaya (Seusa) que publicaba también el vespertino El Diario. Dejó de publicarse hacia fines de los años noventa.

## Reapertura
En 2019 comenzó a editarse nuevamente como semanario, siendo el miércoles 26 de junio de 2019 su primera publicación tras su desaparición en los años noventa. 
Su equipo periodístico está integrado por Marcos Methol y varios miembros de la familia Manini Ríos, quienes declaran que su línea periodística es independiente del partido político Cabildo Abierto.